# Памела Џелимо
Памела Џелимо (енгл. Pamela Jelimo; Нанди, Провинција Раседна долина, 5. децембар 1989.) је кенијска атлетичарка специјализована за трку на 800 метара. Освојила је златну медаљу на 800 метара на Олимпијским играма у Пекингу 2008. Џелимо држи светски јуниорски рекорд и сениорски афрички рекорд на 800 метара. Џелимо је такође једна од најмлађих жена која је освојила златну олимпијску медаљу за Кенију.

## Одрастање
Памела Џелимо је рођена у селу Киптомок, округ Нанди, Провинција Раседна долина. Њена мајка Естер Чепту Кетер била је перспективна тркачица на 200 и 400 метара, али су обичаји племена Нанди значили да се као последње рођена ћерка није могла удати и морала је да брине о родитељима у старости. Међутим, било јој је дозвољено да рађа децу различитим мушкарцима; па је Џелимо одгајала мајка у породици од три брата и шест сестара. Памела је почела да трчи 2003. године у средњој школи. Брзо се доказала као успешна атлетичарка, победивши на школским првенствима у трци на 100 м, 200 м, 400 м, 800 метара, 400 м са препонама и седмобоју.
Породица је била сиромашна и борила се да плати трошкове за слање Памеле у средњу школу. Памела је одбила да одустане па је почела да продаје млеко да би платила своје трошкове. Стаза до пијаце где се продавало млеко пролалзила је кроз стрме падине. Директор школе Данијел Мару донирао је новац за тренерке и патике за трчање како би Памела могла да тренира у кенијском центру за трчање на дуге стазе. Мару је наставио са својом великодушношћу, дозвољавајући младој атлетичарки да дипломира док је још дуговала једногодишњу школарину. Ипак, Памелина мајка је била приморана да прода последњу краву да би Памела могла да настави школовање.
2007. Џелимо је освојила златну медаљу у трци на 400 метара на јуниорском првенству Африке. Њен нови тренер Заид Кипкембои Азиз предложио јој је да пређе на 800 м, наводећи да би она бриљирала на дужој деоници. Џелимо је почела да ради за кенијску полицију и да тренира са колегиницом из репрезентације Џенет Џепкосгеј.
Џелимо је истрчала своју прву трку на 800 метара 19. априла 2008. за 2:01,02 минута. Упркос својој надолазећој атлетској каријери, наставила је да ради у полицијској станици Ембу као полицајка, зарађујући отприлике 100 евра месечно.

## Пробој и олимпијско злато 2008
Направила је пробој на Афричком првенству у атлетици 2008. са 18 година. Њено време, 1:58,70, био је нови национални јуниорски рекорд. 25. маја 2008. поставила је нови јуниорски светски рекорд од 1:55,76. Претходни рекорд (1:57,18) држала је Јуан Ванг из Кине (1993). Претходни сениорски кенијски рекорд држала је Џенет Џепкосгеј са 1:56,04 из 2007. 1. јуна 2008. Џелимо је истрчала  импресивну трку на 800 метара у Берлину за 1:54,99, што је нови афрички рекорд. Претходни афрички рекорд (1:55,19) држала је Марија Мутола од 1994. године.
У Паризу је 18. јула 2008. мало поправила рекорд на 1:54,97. 18. августа 2008. Џелимо је освојила злато на 800 метара на Олимпијским играма у Пекингу. Њено време од 1:54,87, био је нови рекорд. Постала је прва жена из Кеније која је освојила златну олимпијску медаљу.
Наставила је свој низ без пораза победом на митингу у Цириху 29. августа 2008. када је и поправила свој лични рекорд на 1:54,01. Ово је био трећи резлтат икада, иза само Надежде Олизаренко и светске рекордерке Јармиле Кратохвилове.
18. септембра 2008. године у граду Капсабет, у њену част названа је једна улица – Улица Памеле Џелимо.
Џелимо је ушла у ужи избор за ИААФ светску спортисткињу године, поред Јелене Исинбајеве и Тирунеш Дибабе. Награду је освојила Исинбајева, али је Џелимо награђена ИААФ наградом за откриће године. Џелимо је добила и награду за спортисткињу године у Кенији 2008. 2009. је учествовала је на Светском првенству али није завршила своју полуфиналну трку.

## Повратак 2012
Џелимо је 2012. освојила златну медаљу на Светском првенству у дворани 2012 у Истанбулу, са временом 1:58,83. Била је скоро секунду испред освајачице сребрне медаље Наталије Лупу из Украјине.
На Олимпијским играма 2012. Џелимо је завршила на четвртом месту. У новембру 2015. Светска антидопинг агенција препоручила је да две руске атлетичарке, које су завршиле на првом и трећем месту, добију доживотну забрану због кршења допинга на Олимпијади. Међународни олимпијски комитет издао је дисквалификацију само за Марију Савинову. Тако су остале такмичарке промовисане за по један пласман и Џелимо је награђена бронзаном медаљом.

## Достигнућа

### Лични рекорди
| Датум            | Дисциплина  | Место                  | Време       |
| ---------------- | ----------- | ---------------------- | ----------- |
| Јул 2007.        | 200 метара  | Уагадугу, Буркина Фасо | 24.68 сек   |
| 26. јун 2008.    | 400 метара  | Најроби, Кенија        | 52.78 сек   |
| 29. август 2008. | 800 метара  | Цирих, Швајцарска      | 1:54.01 мин |
| 17. април 2009.  | 1500 метара | Какамега, Кенија       | 4:19.31 мин |

### Међународна такмичења
| Година                | Такмичење                   | Место                        | Позиција              | Дисциплина            | Резултат              | Белешка |
| Представљајући Кенију | Представљајући Кенију       | Представљајући Кенију        | Представљајући Кенију | Представљајући Кенију | Представљајући Кенију |         |
| --------------------- | --------------------------- | ---------------------------- | --------------------- | --------------------- | --------------------- | ------- |
| 2008                  | Афричко првенство           | Адис Абеба, Етиопија         | 1.                    | 800 м                 | 1:58.70               |         |
| 2008                  | Афричко првенство           | Адис Абеба, Етиопија         | 2.                    | 4 × 400 м штафета     | 3:37.67               |         |
| 2008                  | Олимпијске игре             | Пекинг, Кина                 | 1.                    | 800 м                 | 1:54.82               |         |
| 2009                  | Светско првенство           | Берлин, Немачка              | 20.                   | 800 м                 | 2:03.50               |         |
| 2012                  | Светско првенство у дворани | Истанбул, Турска             | 1.                    | 800 м                 | 1:58.83               |         |
| 2012                  | Олимпијске игре             | Лондон, Уједињено Краљевство | 3.                    | 800 м                 | 1:57.59               | [ 21 ]  |